# Academy Gletscher (glaciär i Grönland, lat 81,50, long -33,50)
Academy Gletscher är en glaciär i Grönland (Kungariket Danmark). Den ligger i den norra delen av Grönland, 2 000 km norr om huvudstaden Nuuk. Academy Gletscher ligger 599 meter över havet.
Terrängen runt Academy Gletscher är kuperad, och sluttar österut.  Trakten runt Academy Gletscher är nära nog obefolkad, med mindre än två invånare per kvadratkilometer. Det finns inga samhällen i närheten. Trakten runt Academy Gletscher är permanent täckt av is och snö.